# AC Comics
AC Comics är ett amerikanskt serieförlag som utvecklades från Paragon Publications och initialt gick under namnet Americomics. AC Comics specialiserade sig på utgivning av nytryckt material från nedlagda serieförlag under "seriernas guldålder" (från 1938 till början av 1950-talet). De skapade också nya titlar baserade på gamla superhjältar som inte återupplivats av andra förlag. En av de mest berömda av dessa serier var Femforce, en superhjältegrupp med enbart kvinnliga hjältar.